# Antonín Dvořák (politik)
Antonín Dvořák (5. května 1848 Senička – 12. října 1918 Praha-Nové Město) byl rakouský právník a politik české národnosti z Moravy; poslanec Moravského zemského sněmu.

## Biografie
Narodil se v Seničce na Hané. Vystudoval práva a působil jako koncipient u českých advokátů v Brně. Sám pak byl profesí samostatným advokátem v Ivančicích. Už během působení v Brně byl aktivní v českém veřejném a spolkovém životě. Koncem 19. století a počátkem století 20. patřil k významným komunálním politikům v Ivančicích za tehdejšího dlouholetého starosty Josefa Kočího. Byl městským radním a zasedal v obecním finančním výboru. Od počátku roku 1905 se Dvořák a Kočí angažovali v přípravě výstavby lokální železniční tratě Moravské Bránice – Oslavany. V roce 1910 své působení v lokální politice ukončil, protože se odstěhoval do Prahy. Byl zároveň jmenován čestným občanem.
V 80. letech se zapojil i do vysoké politiky. V zemských volbách v roce 1884 byl zvolen na Moravský zemský sněm, kde zastupoval kurii městskou, obvod Moravský Krumlov, Ivančice, Mor. Budějovice. Coby poslanec se zasadil o umístění zemského ústavu pro hluchoněmé v Ivančicích. V roce 1884 je označován za českého národního kandidáta (Moravská národní strana, staročeská). Porazil tehdy německého liberálního kandidáta Karla Panowského. Ten ovšem později v zemských volbách v roce 1890 Dvořáka těsným rozdílem porazil. V obou zemských volbách se v tomto obvodu kvůli vyrovnaným silám obou etnických táborů vyhrotilo národnostní napětí.
Zemřel v říjnu 1918 po krátké nemoci ve věku 70 let. Příčinou úmrtí byla chřipka.